# ری آلن
والتر ری آلن (به انگلیسی: Walter Ray Allen) متولد ۱۹۷۵ میلادی در مرسد، کالیفرنیا بازیکن ملی پوش آمریکایی حرفه‌ای ان بی ای است.
او یک بازیکن آل-استار است که در میامی هیت توپ می‌زند.
آلن یک شوتینگ گارد است و در سال ۱۹۹۶ در درفت سرتاسری ان بی ای در رتبه ۵ توسط مینه‌سوتا تیمبرولوز انتخاب گردید.
تمامی تیم هااز پرتاب‌های سه امتیازی وی هراس دارند. وی از بهترین سه امتیازی زن‌های تاریخ ان بی ای است.
او در فیلم او بازی را برد بازی کرده‌است.